# Where Them Girls At
Where Them Girls At is de eerste single van het vijfde studioalbum van de Franse dj en producer David Guetta in samenwerking met rappers Flo Rida en Nicki Minaj. De plaat werd geschreven door David Guetta, Sandy Vee, Giorgio Tuinfort, Oscar Silinas, Juan Silinas, Jared Cotter, Mike Caren, Flo Rida en Nicki Minaj en geproduceerd door de eerste twee. Het nummer verscheen op 2 mei 2011.
Begin april 2011 draaide Guetta het lied als eerste tijdens een van zijn concerten. Een filmpje hiervan verscheen op internet. Vanaf maart 2011 circuleerden al enkele demo's van het nummer over het internet. Later lekte er een versie van het nummer uit, maar dit bleek een remix te zijn. De definitieve radioversie van Where dem' girls at? lekte eind april uit op het internet. Daarbij kritiseerden veel mensen Guetta op het gedeeltelijk hergebruiken van de compositie van zijn eerdere single Sexy Bitch.
Where them girls at werd in week 16 van het jaar 2011 door Radio 538 verkozen tot Dance Smash van die week van de zender.

## Hitnoteringen

### Nederlandse Top 40
| Hitnotering: 14-05-2011 t/m 11-06-2011 | Hitnotering: 14-05-2011 t/m 11-06-2011 | Hitnotering: 14-05-2011 t/m 11-06-2011 | Hitnotering: 14-05-2011 t/m 11-06-2011 | Hitnotering: 14-05-2011 t/m 11-06-2011 | Hitnotering: 14-05-2011 t/m 11-06-2011 | Hitnotering: 14-05-2011 t/m 11-06-2011 |
| Week:                                  | 1                                      | 2                                      | 3                                      | 4                                      | 5                                      |                                        |
| -------------------------------------- | -------------------------------------- | -------------------------------------- | -------------------------------------- | -------------------------------------- | -------------------------------------- | -------------------------------------- |
| Positie:                               | 36                                     | 28                                     | 28                                     | 28                                     | 35                                     | uit                                    |

### NederlandseSingle Top 100
| Hitnotering: 07-05-2011 t/m 27-08-2011 | Hitnotering: 07-05-2011 t/m 27-08-2011 | Hitnotering: 07-05-2011 t/m 27-08-2011 | Hitnotering: 07-05-2011 t/m 27-08-2011 | Hitnotering: 07-05-2011 t/m 27-08-2011 | Hitnotering: 07-05-2011 t/m 27-08-2011 | Hitnotering: 07-05-2011 t/m 27-08-2011 | Hitnotering: 07-05-2011 t/m 27-08-2011 | Hitnotering: 07-05-2011 t/m 27-08-2011 | Hitnotering: 07-05-2011 t/m 27-08-2011 | Hitnotering: 07-05-2011 t/m 27-08-2011 | Hitnotering: 07-05-2011 t/m 27-08-2011 | Hitnotering: 07-05-2011 t/m 27-08-2011 | Hitnotering: 07-05-2011 t/m 27-08-2011 | Hitnotering: 07-05-2011 t/m 27-08-2011 | Hitnotering: 07-05-2011 t/m 27-08-2011 | Hitnotering: 07-05-2011 t/m 27-08-2011 | Hitnotering: 07-05-2011 t/m 27-08-2011 | Hitnotering: 07-05-2011 t/m 27-08-2011 |
| Week:                                  | 1                                      | 2                                      | 3                                      | 4                                      | 5                                      | 6                                      | 7                                      | 8                                      | 9                                      | 10                                     | 11                                     | 12                                     | 13                                     | 14                                     | 15                                     | 16                                     | 17                                     |                                        |
| -------------------------------------- | -------------------------------------- | -------------------------------------- | -------------------------------------- | -------------------------------------- | -------------------------------------- | -------------------------------------- | -------------------------------------- | -------------------------------------- | -------------------------------------- | -------------------------------------- | -------------------------------------- | -------------------------------------- | -------------------------------------- | -------------------------------------- | -------------------------------------- | -------------------------------------- | -------------------------------------- | -------------------------------------- |
| Positie:                               | 18                                     | 18                                     | 29                                     | 38                                     | 44                                     | 42                                     | 47                                     | 52                                     | 52                                     | 47                                     | 44                                     | 45                                     | 53                                     | 54                                     | 67                                     | 55                                     | 79                                     | uit                                    |

### VlaamseUltratop 50
| Hitnotering: 14-05-2011 t/m 24-09-2011 | Hitnotering: 14-05-2011 t/m 24-09-2011 | Hitnotering: 14-05-2011 t/m 24-09-2011 | Hitnotering: 14-05-2011 t/m 24-09-2011 | Hitnotering: 14-05-2011 t/m 24-09-2011 | Hitnotering: 14-05-2011 t/m 24-09-2011 | Hitnotering: 14-05-2011 t/m 24-09-2011 | Hitnotering: 14-05-2011 t/m 24-09-2011 | Hitnotering: 14-05-2011 t/m 24-09-2011 | Hitnotering: 14-05-2011 t/m 24-09-2011 | Hitnotering: 14-05-2011 t/m 24-09-2011 | Hitnotering: 14-05-2011 t/m 24-09-2011 | Hitnotering: 14-05-2011 t/m 24-09-2011 | Hitnotering: 14-05-2011 t/m 24-09-2011 | Hitnotering: 14-05-2011 t/m 24-09-2011 | Hitnotering: 14-05-2011 t/m 24-09-2011 | Hitnotering: 14-05-2011 t/m 24-09-2011 | Hitnotering: 14-05-2011 t/m 24-09-2011 | Hitnotering: 14-05-2011 t/m 24-09-2011 | Hitnotering: 14-05-2011 t/m 24-09-2011 | Hitnotering: 14-05-2011 t/m 24-09-2011 | Hitnotering: 14-05-2011 t/m 24-09-2011 |
| Week:                                  | 1                                      | 2                                      | 3                                      | 4                                      | 5                                      | 6                                      | 7                                      | 8                                      | 9                                      | 10                                     | 11                                     | 12                                     | 13                                     | 14                                     | 15                                     | 16                                     | 17                                     | 18                                     | 19                                     | 20                                     |                                        |
| -------------------------------------- | -------------------------------------- | -------------------------------------- | -------------------------------------- | -------------------------------------- | -------------------------------------- | -------------------------------------- | -------------------------------------- | -------------------------------------- | -------------------------------------- | -------------------------------------- | -------------------------------------- | -------------------------------------- | -------------------------------------- | -------------------------------------- | -------------------------------------- | -------------------------------------- | -------------------------------------- | -------------------------------------- | -------------------------------------- | -------------------------------------- | -------------------------------------- |
| Positie:                               | 4                                      | 7                                      | 15                                     | 21                                     | 20                                     | 26                                     | 35                                     | 35                                     | 29                                     | 31                                     | 29                                     | 23                                     | 31                                     | 27                                     | 40                                     | 42                                     | 36                                     | 27                                     | 43                                     | 46                                     | uit                                    |